# Catharsis
Catharsis é o quarto álbum da carreira solo do guitarrista de blues brasileiro André Christovam. O músico dedicou este álbum a seu cachorro, Bobby: "Chega de dedicar disco para as mulheres, essas cadelas vadias. Então dedico ao meu amigo mais fiel, o Bobby". O álbum, lançado em 1997 sob o selo "Brazilian Blues", marca a descoberta da compatibilidade dos elementos brasileiros com sua maneira blues de tocar, indicando novos caminhos para sua música, que iria ganhar continuidade no próximo Cd do André - Banzo, de 2002.

## Faixas
01. The Leading Brand - 3:11

02. Every Night And Every Day - 3:59

03. Snowy Wood - 3:19

04. Like It This Way - 3:38

05. Sad Hours - 3:30

06. Hell Is Fine With Me - 2:50

07. Doctor's Cage - 3:04

08. Me And My Woman - 5:30

09. Ain't No Sunshine - 3:33

10. Chewing Bone Blues - 2:50

11. Bobby Is Asleep - 1:06

12. No Expectations - 4:10

## Créditos Musicais
- André Christovam – Guitarras, Violões, Lap Steel e Voz
- Fabio Zaganin – Baixo
- Athos Costa – bateria
- Paulo Calasans – Hammond B3 (Faixas "Me and My Woman" & "Ain´t No Sunshine")
- Alexandre Fontanetti – Mandolin (Faixa "Chewing Bone Blues") & Violão de 12 cordas (Faixa "No Expectation")